# Helen Dorn: Das rote Tuch
Das rote Tuch ist ein deutscher Fernsehfilm von Friedemann Fromm aus dem Jahr 2022. Es handelt sich um die 16. Folge der ZDF-Kriminalfilmreihe Helen Dorn mit Anna Loos in der Titelrolle, die im Rahmen der Samstagskrimis des ZDF ausgestrahlt wurde.

## Handlung
Hauptkommissarin Helen Dorn muss sich in ihrem Einsatzort Hamburg mit einem Brandanschlag mit tödlichem Ausgang auseinandersetzen. Auf einem Boot wurde ein Brand gelegt und der Eigner, Immobilienmakler Ralph Wagner, kam in dem Feuer um. Bei der Obduktion ist jedoch erkennbar, dass Wagner nicht durch das Feuer umgekommen ist, sondern an einem gebrochenen Genick.
Von Wagners Firmenpartner Thomas Lehmann erfährt Dorn, dass er und Wagner seit einiger Zeit von der linken Szene massiv bedroht werden, weil sie ein Gebäude aufgekauft hatten, in welchem sich das Linken-Zentrums befindet. Der Sprecher des „Roten Tuchs“, Dirk Müller, weist jegliche Schuld von sich und seiner Gruppe. Da Dorn Müller von früher kennt, hat sie einen guten Kontakt zu ihm und er versucht ihr zu helfen, schon allein deshalb, um den Verdacht gegen die Gruppe abzuwenden. Er eilt ihr sogar zu Hilfe, als Dorn von Vermummten in einen Hinterhalt gelockt wird.
Dorn recherchiert auch nach weiteren Motiven und die daraus resultierenden Verdächtigen. So hatte Wagner eine heimliche Geliebte: Jasmin Friedrichs, die sogar einen Sohn von ihm hat und die Wagner seit Jahren finanziell unterstützte. Wagners Familie will davon nichts gewusst haben, ebenso wie von Wagners und Lehmanns unrühmlicher Vergangenheit. Aus ihrer Studienzeit in London sind sexuelle Vorkommnisse aktenkundig die dazu führten, dass sie die Universität verlassen mussten. Danach baute Lehmann in Deutschland eine Firma auf und holte Wagner als seinen Partner dazu. Während sich Wagners Umgang mit Frauen aufgrund der Beziehung zu Friedrichs änderte, holt Lehmann seine Neigung sich mit jungen Mädchen einzulassen und sich über das normale Maß hinaus sexuell an ihnen zu vergehen, gerade jetzt wieder ein. Diesmal hat er sich ausgerechnet Müllers Tochter Emily ausgewählt. Sie ist anfangs nicht dazu in der Lage über das Geschehene zu sprechen. Mit Dorns Hilfe bringt ihr Vater sie dazu sich ärztlich untersuchen zu lassen und Anzeige gegen Lehmann zu erstatten. In der Folge findet Dorn ein weiteres Opfer, das sich nach dem Missbrauch gegen Lehmann beim „Roten Tuch“ radikalisierte.
Während der Ermittlungen verschwindet plötzlich Wagners Sohn Finn. Seine Mutter befürchtet, dass er entführt wurde. Nach intensiver Suche wird er bewusstlos aufgefunden. Eine Fremdeinwirkung ist auszuschließen und nachdem sich herausstellt, dass Finn von der zweiten Familie seines Vaters erfahren hatte, hält Dorn es für möglich, dass er das Boot angezündet hat. Finn sagt aus, dass er seinem Vater in jener Nacht nachspioniert und tatsächlich gesehen hätte, dass eine Frau bei ihm war. Dabei hätte er an Deck eine Person gesehen, aber nicht erkannt, die dabei war Feuer zu legen. Finn gibt sich eine Mitschuld am Tod seines Vaters, weil er ihm nicht helfen konnte und deshalb versuchte er sich umzubringen.
Dirk Müller wühlt der Missbrauch an seiner Tochter derart auf, dass er wieder in den Extremismus zu rutschen droht. Er ist doppelt verärgert, weil Lehmann dank seines gewieften Anwalts der Übergriff nicht eindeutig nachgewiesen werden kann. Helen Dorn erfährt derweil von Wagners Geliebten, dass sie Lehmann in der Brandnacht an seinem Parfüm erkannt hat. Sie hatte das bisher nicht erwähnt, weil sie hoffte, so ein Druckmittel gegen Lehmann zu haben, damit er sie an Wagners Stelle weiter finanziell unterstützt. Zwischen Lehmann und Wagner war es zum Zerwürfnis gekommen, als Wagner, entgegen ihrer einstigen Abmachung „alles miteinander zu teilen“, seine Geliebte nur für sich haben wollte. Zudem wollte er mit ihr und seinem Sohn ins Ausland gehen. Dies wollte Lehmann nicht zulassen. Als Dorn mit einem mobilen Einsatzkommando anrückt, sind Schüsse aus der Villa zu hören. Die Kommissaren dringt allein vor und trifft auf Dirk Müller, der dabei ist Lehmann für das Verbrechen an Emily zur Rechenschaft zu ziehen. Ehe Müller schießen kann, setzt ihn Dorn mit einem gezielten Schuss in die Schulter außer Gefecht.

## Entstehung und Veröffentlichung
Die Dreharbeiten für Das rote Tuch erfolgten vom 22. September bis zum	20. November 2020 in Hamburg. Bei der Erstausstrahlung von Das rote Tuch am 12. März 2022 verfolgten in Deutschland insgesamt 6,54 Millionen Zuschauer die Filmhandlung, was einem Marktanteil von 22,4 Prozent für das ZDF entsprach. In der als Hauptzielgruppe für Fernsehwerbung deklarierten Altersgruppe von 14–49 Jahren erreichte Helen Dorn 0,54 Millionen Zuschauer und damit einen Marktanteil von 7,9 Prozent in dieser Altersgruppe.

## Kritik
Tilmann P. Gangloff wertete für tittelbach.tv und lobt den Krimi für seine hervorragende Umsetzung. Er schrieb: „Zu einem besonderen Krimi wird ‚Das rote Tuch‘ jedoch, weil Karlström […] seine Geschichte eindrucksvoll vielschichtig konzipiert hat; und weil sich die wichtigsten Figuren allesamt anders verhalten als erwartet.“
Für Prisma.de urteilte Wilfried Geldner: „eine gefährliche Szenerie und eine schwer zu toppende Elbkulisse. Friedemann Fromm setzt sie in eleganten blau-melancholischen Bildern um, passend zur stets traurigen Miene der Helen-Dorn-Darstellerin Anna Loos.“ „Der Autor Andreas Karlström […] spielt virtuos mit allerlei Familien- und Beziehungsmustern. Verschiedene Verfolgungsjagden und Kampfszenen der Kommissarin verhindern allerdings nicht, dass es nur wenig Spannung bei der Lösung der Whodunit-Frage gibt. Humor ist verpönt, okay. Aber dass Ernst Stötzner als Helens Vater und verzweifelter Hamburger Neu-Wirt mit nur wenigen Sätzen auskommen muss, verschenkt sicher dessen betagtes Talent.“
Oliver Armknecht kritisierte für film-rezensionen.de: „Seit ziemlich genau sieben Jahren ermittelt Helen Dorn bereits in der gleichnamigen ZDF-Krimireihe. Und auch wenn die Zuschauerzahlen bei den Filmen mitunter recht stark schwanken, so hat sich die LKA-Kommissarin doch beim Publikum etabliert und gehört zum festen Personal der Samstagabendunterhaltung. Dabei hat sie eigentlich nichts, was sie zu einem Publikumsliebling qualifizieren würde. Im Gegenteil, die überzeugte Einzelkämpferin geht einem zuweilen mit ihrer abweisenden Art und den unnötigen Alleingängen ziemlich auf den Keks. Zuletzt wurde sie da aber etwas besser. Bei Helen Dorn: Das rote Tuch, dem mittlerweile 16. Teil der Reihe, darf sie zwischendurch zwar mal über Kollegen herziehen. Ansonsten ist sie vergleichsweise verträglich. Das mag aber auch daran liegen, dass diesmal auf der Gegenseite so grauenvolle Leute herumstolzieren, dass im Vergleich selbst Dorn schon irgendwie sympathisch wirkt.“
Bei Quotenmeter.de meinte Christian Lukas: „Der Immobilienhai ist ein gerne bemühter Finsterling, wenn es darum geht, klare Fronten zu erschaffen. Mieten explodieren, Wohnen wird in Großstädten fast schon zu einem Luxusgut, da sind die Schuldigen für dieses Dilemma schnell gefunden. Niemand mag sie. Sie sind die perfekten Bösewichter. Auch die Geschichte von ‚Helen Dorn: Das rote Tuch‘ macht sich diesbezüglich einen schlanken Fuß. Der Immobilienhai und sein Kompagnon haben so einige Leichen im Keller liegen, man mag um sie keine Tränen verdrücken.“ Auch Lukas lobte die Umsetzung der Geschichte und schrieb: „Geschickt gelingt es Regisseur Friedemann Fromm in die Geschichte immer wieder Action und Spannung einfließen zu lassen, obschon die reine Inhaltsangabe solche Ingredienzien gar nicht vermuten lässt.“